# Giovanni Battista Polledro
Giovanni Battista Polledro (né le 10 juin 1781 à Piovà, mort le 15 août 1853 à Asti) est un violoniste et compositeur italien.

## Biographie
Ses premiers professeurs de violon sont Mauro Calderara et Gaetano Vai à Asti. À 14 ans, il effectue sa première tournée de concerts dans le nord de l'Italie, suscitant l'intérêt de Gaetano Pugnani. Ainsi, le jeune violoniste a l'opportunité d'étudier pendant six mois sous la direction du grand maître turinois, devenant ainsi l'un de ses derniers disciples. En 1797, Polledro rejoint l'orchestre dirigé par Pugnani à Turin. En 1798, à la suite de la mort de Pugnani et à la dissolution de la Chapelle Royale, il quitte la capitale savoyarde. Entre 1803 et 1804, il joue comme premier des seconds violons dans l'orchestre du Teatro Carcano de Milan. En 1804, il participe au premier concours de violon au Théâtre de Bergame, mais le jury ne le considère pas apte à ce poste. Blessé dans son estime de soi, Polledro entreprend une grande tournée artistique en Europe et en Russie. Il vit cinq ans à Moscou, au service du prince Tatichev. Il donne des concerts à Varsovie, Berlin, Saint-Pétersbourg, en France, aux Pays-Bas et à Londres. Un concert-bénéfice à Karlsbad le 6 août 1812 vit Polledro aux côtés de Beethoven au piano. Dans une lettre à l'éditeur Breitkopf, le compositeur parle en plaisantant d'un « pauvre concert pour les pauvres » accompagné de « Monsieur le Fou, qui, après avoir surmonté sa peur habituelle, a bien joué ».
En 1814, Polledro accepte la nomination de Konzertmeister (premier violon) à la chapelle de la cour de Dresde au service de Frédéric-Auguste III, y restant jusqu'en 1823. En 1823, il devient premier violon de la chapelle royale de Charles-Félix à Turin, chapelle qui, grâce à son travail, commence à jouer des messes et des motets de plusieurs compositeurs européens de premier plan tels que Haydn, Mozart et Hummel. Il devient plus tard directeur de l'Orchestre du Teatro Regio, poste qu'il occupe jusqu'en 1844.
Après avoir réduit son activité en raison de problèmes de santé, il prend sa retraite en 1845. Il se retire dans la vie privée dans sa ville natale, Piovà (aujourd'hui Piovà Massaia), dans la province d'Asti, où il meurt en 1853.
Il eut parmi ses élèves Francesco Bianchi et Léon de Saint-Lubin.

## Œuvres
- Sinfonia pastorale en do majeur, pour grand orchestre
- Concerto pour basson et orchestre
- Variazioni pour violon solo avec accompagnement d'un second ad libitum [1812]. Amsterdam, Heuwekemeijer
- Trio pour deux violons et violoncelle, œuvre nº2. Leipzig, Breitkopf & Härtel, [1812]
- Trio brillante pour deux violons et violoncelle, œuvre nº4. Leipzig, Breitkopf & Härtel, [1812]
- Trio brillante pour deux violons et violoncelle, œuvre nº9. Leipzig, Breitkopf & Härtel, [1812]
- Concerto pour violon avec accompagnement de grand orchestre. Leipzig, Breitkopf & Härtel, [1812]
- Duo brillante pour violon et guitares d'un trio en la majeur, œuvre nº9. Vienne, Au magasin de l'imprimerie chimique, [1814]
- Duo brillante pour violon et guitares d'un trio en ré mineur, œuvre nº4. Vienne, Au magasin de l'imprimerie chimique, [1814]
- Missa solemnis pour solistes, chœur et orchestre [1835]
- Miserere pour chœur et orchestre
- Exercices amusants pour violon seul, dédiés aux amateurs, Leipzig, Breitkopf & Härtel, s.d. [v. 1813]